# Indira Point
Indira Point är en udde i Indien.   Den ligger i unionsterritoriet Andamanerna och Nikobarerna, i den sydöstra delen av landet, 3 000 km sydost om huvudstaden New Delhi. Arean är 1,0 kvadratkilometer. Indira Point ligger på ön Great Nicobar Island.
Terrängen inåt land är platt. Havet är nära Indira Point söderut.